# Pseudoleskea imbricata
Pseudoleskea imbricata là một loài Rêu trong họ Leskeaceae. Loài này được (Hook. f. & Wilson) Broth. mô tả khoa học đầu tiên năm 1907.